# Lex Ortega
Lex Ortega (Ciudad de México, México, 25 de febrero de 1980) es un director de cine, ingeniero de sonido y guionista mexicano.

## Vida
Lex Ortega estudió ingeniería de audio en el Instituto Trebas en Montreal, Canadá y estudios de cine en la Universidad Nacional Autónoma de México (UNAM). 
Después de algunos cortometrajes, tuvo la idea del episodio de la película de terror México Bárbaro - Cruel Legends y rodó el episodio Lo que importa es lo de adentro . También estuvo involucrado en un episodio de la segunda parte. 
En 2015 se estrenó su debut cinematográfico Atroz, con esta película ganó diversos premios, entre ellos, la calavera de oro en el Mórbido Film Fest como mejor película latinoamericana.  En 2012 ya había realizado el cortometraje Atroz al estilo de una película snuff, que se incluyó en la propia película. Ortega combinó motivos de la película rapé con los de la película Found Footages.
Además de su trabajo como director de cine, se desempeña principalmente como ingeniero de sonido y ha participado tanto en producciones mexicanas como en producciones internacionales como 21 Gramm (2003) y Frankenstein's Army (2013).
Lex Ortega fundó su propia banda de grindcore The Massacre Must Begin en 2007 y también fue el cantante de la banda Belibette.

## Filmografía (selección)
Director
- 2010: Devourment (Cortometraje)
- 2011: T Is for Tamalas (Cortometraje)
- 2012: Frio (Cortometraje)
- 2012: Atroz (Cortometraje)
- 2013: Contra Natura (Cortometraje)
- 2014: México Bárbaro – Leyendas crueles (México Bárbaro) (Idea del proyecto más Episodio "Lo que importa es lo de adentro")
- 2015: Atroz
- 2015: The Dreamcatcher
- 2016: World of Death (Webserie, episodio)
- 2016: La Peste (Cortometraje)
- 2017: Viral SDT: Torture Porn (Cortometraje)
- 2017: México Bárbaro II (episodio)
- 2020: Animales humanos (película)

Ingeniero de sonido
- 2002: City of God (Ciudad de Dios)
- 2003: 21 Grams (21 Gramos)
- 2012: Here Comes the Devil (Ahí va el diablo)
- 2013: Frankenstein’s Army
- 2016: You Never Had It: An Evening With Bukowski

## Discografía
- 2008: The Massacre Must Begin: Sentimientos Inminentes de Muerte (producción propia)
- 2010: The Massacre Must Begin: Same (Álbum, American Line Productions)
- 2018: Belibette: 72 huries (Álbum, producción propia)